# منتخب مالاوي لكرة القدم
منتخب مالاوي لكرة القدم (بالإنجليزية: Malawi national football team)‏ ملقب بالشعلة وهو المنتخب الوطني في مالاوي ويديره اتحاد مالاوي لكرة القدم . قبل 1966 كان اسمه منتخب نياسالاند. لم يسبق له التأهل إلى كأس العالم بيد أنه تأهل 3 مرات إلى بطولة كأس الأمم الأفريقية في دورات 1984 و2010 و2021.
أفضل أداء للمنتخب كان احتلال المركز الثالث في دورة الألعاب الأفريقية 1987. في فبراير 2010.

## وصلات خارجية
- قائمة بيانات المنتخب من الموقع الرسمي للفيفا باللغة العربية